# Aidan Ravin
Aidan Antônio Ravin (Santo André, 25 de novembro de 1961 – Santo André, 10 de janeiro de 2021) foi um médico e político brasileiro que exerceu os mandatos de vereador e prefeito de Santo André. Sua última agremiação partidária foi o Republicanos.

## Vida pessoal
Aidan cresceu na política diante da forte presença na Vila Luzita. Conhecido por dar cursos de noivos para a Igreja Católica, casou-se com a corretora Denise Ravin e teve dois filhos: Aidan Victor e Bruna.

## Carreira política

### Vereador de Santo André (2005–2008)
Na eleição municipal de Santo André em 2004, foi eleito vereador com 10 019 votos, sendo o mais eleito do referido pleito.
Em setembro de 2005 trocou o Partido Democrático Trabalhista pelo Partido Popular Socialista, atual Cidadania, após declarar que não tinha apoio da sigla para fazer oposição sistemática ao governo do petista João Avamileno, que por sua vez, não atendia os pedidos dos parlamentares.

### Prefeito de Santo André (2009–2012)
Em outubro de 2008, Aidan foi eleito prefeito de Santo André no segundo turno. Com 214 810 votos, que representaram 55,03% do total válido, venceu o candidato governista Vanderlei Siraque, do PT, candidato do então prefeito João Avamileno. A vitória de Aidan simbolizou a primeira derrota do Partido dos Trabalhadores em Santo André, após três vitórias consecutivas. Com isso, garantiu sua permanência por 12 anos consecutivos na prefeitura de Santo André, sendo seis com Celso Daniel, assassinado em janeiro de 2002, e seis com Avamileno, vice-prefeito de Celso que assumiu o mandato após sua morte e conseguiu a reeleição em 2004.
Teve como vice-prefeita a advogada e correligionária Dinah Zekcer, também ex-vereadora do município.
Durante seu mandato de prefeito, Aidan focou em organizar as finanças da cidade, realizou cortes no quadro de servidores da prefeitura, nos gastos das secretaria e na contratação de serviços, o que garantiu um superávite financeiro nas contas do Tesouro Municipal. Já em seu primeiro ano de mandato, conseguiu regularizar a situação dos precatórios alimentares, que estavam atrasados há 20 anos.

## Controvérsias

### Santo André Transportes
Em seu primeiro ano à frente da prefeitura de Santo André, alterou a denominação da autarquia responsável pela fiscalização do transporte coletivo da cidade de Empresa Pública de Transportes (EPT Santo André) para Santo André Transportes (SATrans), além de modificar as cores dos ônibus do município, que eram majoritariamente o vermelho, passando a ser, a partir dali, azul e amarelo. Essa medida foi vista pela população como uma forma de apagar tudo que remetesse ao histórico de administrações do Partido dos Trabalhadores na cidade, entretanto o prefeito à época alegou que apenas modificou a estrutura dos transportes adotando as cores da bandeira e nome do município.

### Escândalo do SEMASA
Em 2020 foi condenado a pena de 20 anos, cinco meses e dez dias de reclusão, além de pagamento de multa, por corrupção passiva e associação criminosa, por esquema de venda de licenças ambientais do SEMASA (Serviço Municipal de Saneamento Ambiental de Santo André), autarquia cujo uma das responsabilidades é a fiscalização ambiental no município, durante o período que esteve a frente do executivo andreense, além dele também foram condenados o ex-superintendente da autarquia juntamente com o superintendente adjunto, seu chefe de gabinete, seu assessor político além de um advogado que trabalhava na autarquia que nem era funcionário público.

## Morte
Em maio de 2020 contraiu o vírus da COVID-19 e foi internado duas vezes na UTI do Hospital Cristóvão da Gama durante um período de três meses. Em decorrência das complicações do quadro, morreu no dia 10 de janeiro de 2021, aos 59 anos, no Hospital Brasil, em Santo André.
O velório foi no saguão da Câmara Municipal de Santo André, às 14 horas.

## Desempenho eleitoral
| Ano  | Eleição                  | Cargo             | Partido                                                            | Partido | Coligação                                                                                             | Vice               | Votos para Aidan | Votos para Aidan | Votos para Aidan | Votos para Aidan | Resultado     | Ref    |
| Ano  | Eleição                  | Cargo             | Partido                                                            | Partido | Coligação                                                                                             | Vice               | T.               | Total            | %                | P.               | Resultado     | Ref    |
| ---- | ------------------------ | ----------------- | ------------------------------------------------------------------ | ------- | --- | ------------------ | ---------------- | ---------------- | ---------------- | ---------------- | ------------- | ------ |
| 2004 | Municipal de Santo André | Vereador          |                                                                    | PDT     | Partido Isolado                                                                                       | —                  | 1°               | 10.019           | 2,57%            | 1°               | Eleito        | [ 18 ] |
| 2006 | Estadual de São Paulo    | Deputado Estadual |                                                                    | PPS     | Compromisso Com São Paulo (PSDB, PFL, PTB, PPS)                                                       | —                  | 1°               | 24.287           | 0,12%            |                  | Não Eleito    | [ 18 ] |
| 2008 | Municipal de Santo André | Prefeito          |                                                                    | PTB     | Partido Isolado                                                                                       | Dinah Zekcer (PTB) | 1°               | 81.163           | 21,76%           | 2°               | Segundo Turno | [ 18 ] |
| 2008 | Municipal de Santo André | Prefeito          | 2°                                                                 | PTB     | Partido Isolado                                                                                       | Dinah Zekcer (PTB) | 214.810          | 55,03%           | 1°               | Eleito           | [ 19 ]        |        |
| 2012 | Municipal de Santo André | Prefeito          | Santo André Mais Forte - No Rumo Certo (PTB, PPS, PSB, DEM, PTdoB) | PTB     | 1° | Dinah Zekcer (PTB) | 135.193          | 37,23%           | 2°               | Segundo Turno    | [ 20 ]        |        |
| 2012 | Municipal de Santo André | Prefeito          | Santo André Mais Forte - No Rumo Certo (PTB, PPS, PSB, DEM, PTdoB) | PTB     | 2° | Dinah Zekcer (PTB) | 174.815          | 46,08%           | 2°               | Não Eleito       | [ 21 ]        |        |
| 2014 | Estadual de São Paulo    | Deputado Federal  |                                                                    | PSB     | Aqui é São Paulo (PSDB, PSB, DEM, PRB, Solidariedade, PPS, PSC, PSL, PEN, PMN, PSDC, PTC, PTN, PTdoB) | —                  | 1°               | 50.473           | 0,24%            | 99°              | Não Eleito    | [ 22 ] |
| 2016 | Municipal de Santo André | Prefeito          | Todos por Santo André (PSB, PSDC, PRB, PRP, PMN, PEN, PP, PRTB)    | PSB     | Dra. Ana Gloria (PSDC)                                                                                | 1°                 | 56.804           | 17,04%           | 3°               | Não Eleito       | [ 23 ]        |        |
| 2018 | Estadual de São Paulo    | Deputado Estadual |                                                                    | PODE    | Unidos Por São Paulo (PODE, PHS, PMB)                                                                 | —                  | 1°               | 21.511           | 0,10%            | 213°             | Não Eleito    | [ 24 ] |
| 2020 | Municipal de Santo André | Vereador          |                                                                    | REP     | Santo André Grande de Verdade (PSB, REP, PSC, DC)                                                     | —                  | 1°               | 1.548            | 0,47%            | 48°              | Não Eleito    | [ 25 ] |